# 3864 Søren
3864 Søren è un asteroide della fascia principale. Scoperto nel 1986, presenta un'orbita caratterizzata da un semiasse maggiore pari a 2,6037460 UA e da un'eccentricità di 0,1573764, inclinata di 3,04758° rispetto all'eclittica.